# Американо-казахстанские отношения
Американо-казахстанские отношения — двусторонние дипломатические отношения между США и Казахстаном.

## История
19 июля 1990 года президент Казахской ССР Нурсултан Назарбаев во время визита в США встретился в городе Вашингтоне с помощником президента США по национальной безопасности Брентом Скоукрофтом и лидером республиканского меньшинства в Сенате Конгресса США Бобом Доулом, министром финансов США Николасом Брейди и председателем комитета по делам вооруженных сил Палаты представителей Конгресса США Лесом Эспином. На встречах обсуждались вопросы расширения сотрудничества двух стран в экономической области, а также совместные шаги в сфере ограничения гонки вооружений и разоружения.

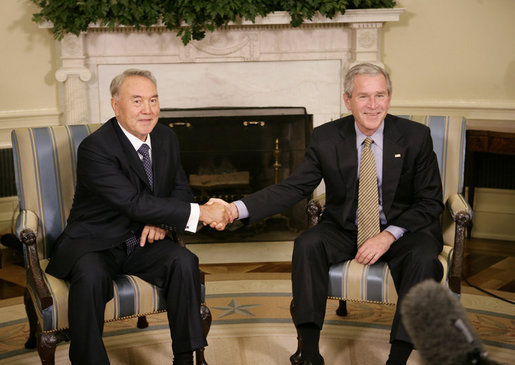
Встреча Назарбаева с президентом США Джорджем Бушем-младшим, 29 сентября 2006 года

25 декабря 1991 года США стали одной из первых стран, признавших независимость Республики Казахстан. 26 декабря президент США Джордж Буш направил послание президенту Казахстана Нурсултану Назарбаеву о признании независимости Казахстана. В письме Буш также пригласил президента Казахстана посетить США.
3 февраля 1992 года США прошло открытие посольства США в Казахстане в Алма-Ате, в 2006 году его перенесли в новую столицу — Астану. В 2009 году США открыли генеральное консульство в Алма-Ате.
18-20 мая 1992 года президент Казахстана Нурсултан Назарбаев совершил первый официальный визит в США. Состоялись встречи Назарбаева с президентом США Джорджем Бушем, государственным секретарём Джеймсом Бейкером, другими государственными деятелями и предпринимателями. Во время визита были подписаны двусторонние документы: Меморандум о взаимопонимании, Договор о поощрении и взаимной защите капиталовложений, соглашения между правительствами Казахстана и США о стимулировании капиталовложений, о сотрудничестве по облегчению оказания содействия, о торговых отношениях, Совместное заявление о заключении Конвенции об избежании двойного налогообложения.
В конце 1993 года состоялся официальный визит вице-президента США Альберта Гора в Казахстан. В рамках визита было подписано соглашение относительно уничтожения шахтных пусковых установок межконтинентальных баллистических ракет, ликвидации последствий аварийных ситуаций и предотвращения распространения ядерного оружия. Был произведён обмен ратификационными грамотами по Договору о поощрении и взаимной защите капиталовложений. Альберт Гор передал президенту Казахстана Нурсултану Назарбаеву официальное приглашение президента США Билла Клинтона посетить США в феврале 1994 года.
Второй официальный визит президента Казахстана Нурсултана Назарбаева в США состоялся 13-19 февраля 1994 года. Американской стороне была вручена ратификационная грамота о присоединении к Договору о нераспространении ядерного оружия и подписан пакет важных документов:
- Хартия о демократическом партнерстве между Республикой Казахстан и США;
- Соглашение между Агентством по атомной энергии Казахстана и Комиссией по ядерному регулированию США об обмене технической информацией и о сотрудничестве в области ядерной безопасности;
- Принципы сотрудничества между Казахстаном, Корпорацией иностранных частных инвестиций (ОПИК) и Казахстанско-Американским советом по экономическому развитию;
- Заявление о принципах создания Казахстанско-американского комитета по оборонной конверсии;
- Соглашение между Казахстаном, Россией и США о технологических гарантиях в связи с запуском искусственного спутника Земли «Инмарсат −3».

В 1994 году в США в рамках секретного проекта «Сапфир» из Казахстана было вывезено 1322 фунта (600 кг) обогащённого урана оружейного качества.
В конце октября 1995 года во время проведения 50 сессии Генеральной Ассамблеи ООН в Нью-Йорке президент Казахстана Назарбаев провел встречи с президентом Клинтоном и вице-президентом Гором, обсудив проблемы энергетики, транспортировки нефти и газа, обороны и военной конверсии, касаясь также глобальных проблем мировой политики. Эти проблемы также затрагивались при его встрече с американским политическим деятелем Генри Киссинджером.
Во время третьего визита президента Назарбаева в США 17-23 ноября 1997 года была подписана Хартия об экономическом партнерстве, ставшая важным дополнением к Хартии о демократическом партнёрстве. Казахстан был отмечен геостратегически важным партнёром в торговле и инвестиционных проектах среди центральноазиатских стран. Президенты также договорились очистить территорию Казахстана от ядерных отходов до 2003 года. По итогам рабочих встреч с президентом США Биллом Клинтоном, вице-президентом США Альбертом Гором был подписан межправительственный Меморандум о сотрудничестве по консульским вопросам.
Четвёртый визит Назарбаева в США совпал с празднованием юбилея НАТО в апреле 1999 года в Вашингтоне. После официальных торжеств по случаю 50-летия Североатлантического блока состоялась встреча президентов Центральной Азии и Закавказья в Конгрессе США, на котором они приняли Декларацию о Шёлковом пути, инициатором которого явился сенатор Сэм Браунбек.
15 апреля 2000 года в Казахстан с рабочим визитом приехала государственный секретарь США Мадлен Олбрайт.
18-21 декабря 2001 года состоялся рабочий визит Назарбаева в США, во время которого он встретился с президентом США Джорджем Бушем-младшим, вице-президентом Диком Чейни, генеральным секретарём ООН Кофи Аннаном, директором ЦРУ Джорджем Тенетом, председателями компаний ExxonMobil и ChevronTexaco, другими политическими и экономическими деятелями США. Назарбаев также выступил в Институте общественной политики имени Дж. Бейкера Университета Райса, дал интервью газетам The Washington Times и The New York Times.
12-13 октября 2005 года прошёл визит государственного секретаря США Кондолизы Райс в Астану.
18 марта 2005 года американское посольство в Алматы и Институт мировой экономики и политики при Фонде Первого Президента Казахстана совместно организовали международную конференцию по вопросам обеспечения безопасности в Центральной Азии в рамках сотрудничества с США. В ней приняли участие исследователи, эксперты и дипломаты из Казахстана, Китая, Кыргызстана, России, Соединенных Штатов и Таджикистана.
5-6 мая 2006 года прошёл официальный визит вице-президента США Дика Чейни в Астану.
26-29 сентября 2006 года состоялся официальный визит Назарбаева в США. Были проведены встречи с президентом Джорджем Бушем-младшим, вице-президентом Диком Чейни, представителями палат Конгресса США, министрами энергетики и торговли Самуэлем Бодманом и Карлосом Гутьерресом, директором ЦРУ Майклом Хайденом, президентом Всемирного банка Полом Вулфовицем, экс-президентом Джорджем Бушем-старшим, главами крупных компаний.
15-18 января 2018 года состоялся визит президента Назарбаева в США, в ходе которого состоялись встречи с руководством страны во главе с президентом США Дональдом Трампом, а также с представителями американских деловых кругов. По итогам встречи в Белом доме главы двух государств приняли совместное заявление «Казахстан и Соединенные Штаты: Расширенное стратегическое партнёрство в XXI веке».
Президент Казахстана Касым-Жомарт Токаев во время визита в Нью-Йорк в сентябре 2019 года для участия в 74-й сессии Генеральной ассамблеи ООН провёл ряд двусторонних встреч с представителями американского бизнеса, ведущими аналитиками, экспертами США. В ходе визита также состоялась короткая встреча с президентом США Дональдом Трампом.
В контексте регионального взаимодействия (ЦА — США) Казахстан принимает активное участие в инициативе «С5+1», запущенной в сентябре 2015 года по предложению американской стороны. На регулярной основе проводятся встречи глав внешнеполитических ведомств, на которых обсуждаются вопросы регионального сотрудничества в сфере безопасности, экономически, инфраструктуры и энергетики.

## Ядерное разооружение и военные отношения
В развитии отношений между Казахстаном и США особое внимание уделялось проблемам сотрудничества в области безопасности. США отметили актуальность миролюбивой внешнеполитической позиции Казахстана, отказавшегося от ядерного оружия и присоединившегося к Договору о нераспространении ядерного оружия (ДНЯО). 23 мая 1992 года Казахстан подписал Лиссабонский протокол к Договору между СССР и США о сокращении и ограничении стратегических наступательных вооружений от 31 июля 1991 года (СНВ-1). 2 июля 1992 года Казахстан ратифицировал этот Договор, а 5 декабря 1992 года он вступил в силу. Казахстан участвовал в саммите по ядерной безопасности в Вашингтоне в 2010 году, а затем в Сеуле в 2012 году. В 1993 году Казахстан отказался от ядерного оружия и закрыл Семипалатинский полигон. США помогали Казахстану в уничтожении ядерных боеголовок, оружейных материалов и поддерживающей их инфраструктуры. В 1994 году Казахстаном было передано более полтонны оружейного урана в США. В 1995 году Казахстан уничтожил свою последнею ядерную боеголовку и при содействии США завершил герметизацию 181 ядерного туннеля. В следующем десятилетии США и Казахстан совместно законсервировали ещё 40 ядерных туннелей. Согласно программе Совместного уменьшения угрозы, США потратили 240 млн. долларов для оказания помощи в ликвидации оружия массового уничтожения Казахстана.
С 2003 года ежегодно в Казахстане проводятся Американо-казахстанские военные учения «Степной орёл», в учениях «Степной орёл-2015» принимали участия военные из США, Великобритании, Кыргызстана, Таджикистана, а также — впервые — Афганистана, Непала и Турции.
В 2003 году Казахстан направил в Ирак 27 военных инженеров, всего в Ираке побывало 290 казахских военнослужащих. Были созданы военные подразделения Казбат и Казбриг участвующие на постоянной основе во взаимодействии с войсками США и НАТО, данные подразделения участвуют как в военных операциях, так и окологражданских учениях по борьбе с массовыми беспорядками, проводимых как на территории Казахстана так и за его пределами.. По заявлениям казахского министерства иностранных дел: «Казахстан взял на себя лидирующую роль в поддержке США операциях по борьбе с угрозами безопасности и стабильности в Среднеазиатском регионе.»
В сентябре 2016 года в Алма-Ате была введена в строй лаборатория по диагностике инфекционных заболеваний и хранению штаммов особо опасных вирусов, на создание которой США выделили 130 млн долларов.

## Экономические отношения
По состоянию на 2011 год, Казахстан являлся 78-м крупнейшим торговым партнёром США, с товарооборотом в 2,5 млрд долларов. В 2010 году прямые инвестиции США в экономику Казахстана составили 9,6 млрд долларов, что на 23,9 % больше чем в 2009 году. Эти денежные вливания сосредоточены в нефтегазовом секторе, телекоммуникациях и энергетике. Американо-казахстанский двусторонний договор об инвестициях и договор об избежании двойного налогообложения были подписаны в 1994 и 1996 годах. В 2001 году Казахстан и Соединенные Штаты установили американо-казахстанское энергетическое партнерство. В 2015 году Казахстан стал членом Всемирной торговой организации.
В 2019 году накопленная сумма инвестиций из США в РК (обязательства резидентов Казахстана перед инвесторами из США) составила 36 млрд долл. США — на 17 % больше, чем годом ранее. Максимум средств инвестирован в горнодобывающую промышленность — 94 %, или 33,9 млрд долл. США (годом ранее — 91,6 %, или 28,2 млрд долл. США).
Второй по значимости отраслью для инвесторов из США является финансовая и страховая деятельность, доля инвестиций в которую составила 2,7 % (974,1 млн долл. США), при этом годом ранее доля была равна 4,3 % (1,3 млрд долл. США).
Замыкает тройку наиболее инвестиционно привлекательных отраслей профессиональная, научная и техническая деятельность: 509,1 млн долл. США, или 1,4 % от общей суммы.
По данным Министерства иностранных дел РК, в рамках официального визита первого президента Казахстана в США в 2019 году были подписаны 24 контракта на сумму около 7 млрд долларов США, при этом объём инвестиционных соглашений составил 4,3 млрд долларов США. Подписанные соглашения охватывают такие сферы сотрудничества, как трансферт технологий в сферах авиационной и космической промышленности, сельского хозяйства, транспорта с ведущими американскими компаниями — Chevron Overseas, W. R. Grace & Co, GE Transportation, Pfizer, John Deere, Amity Technology, Global Beef Investments LLP и др.